# Leichtathletik-Weltmeisterschaften 1995/10 km Gehen der Frauen

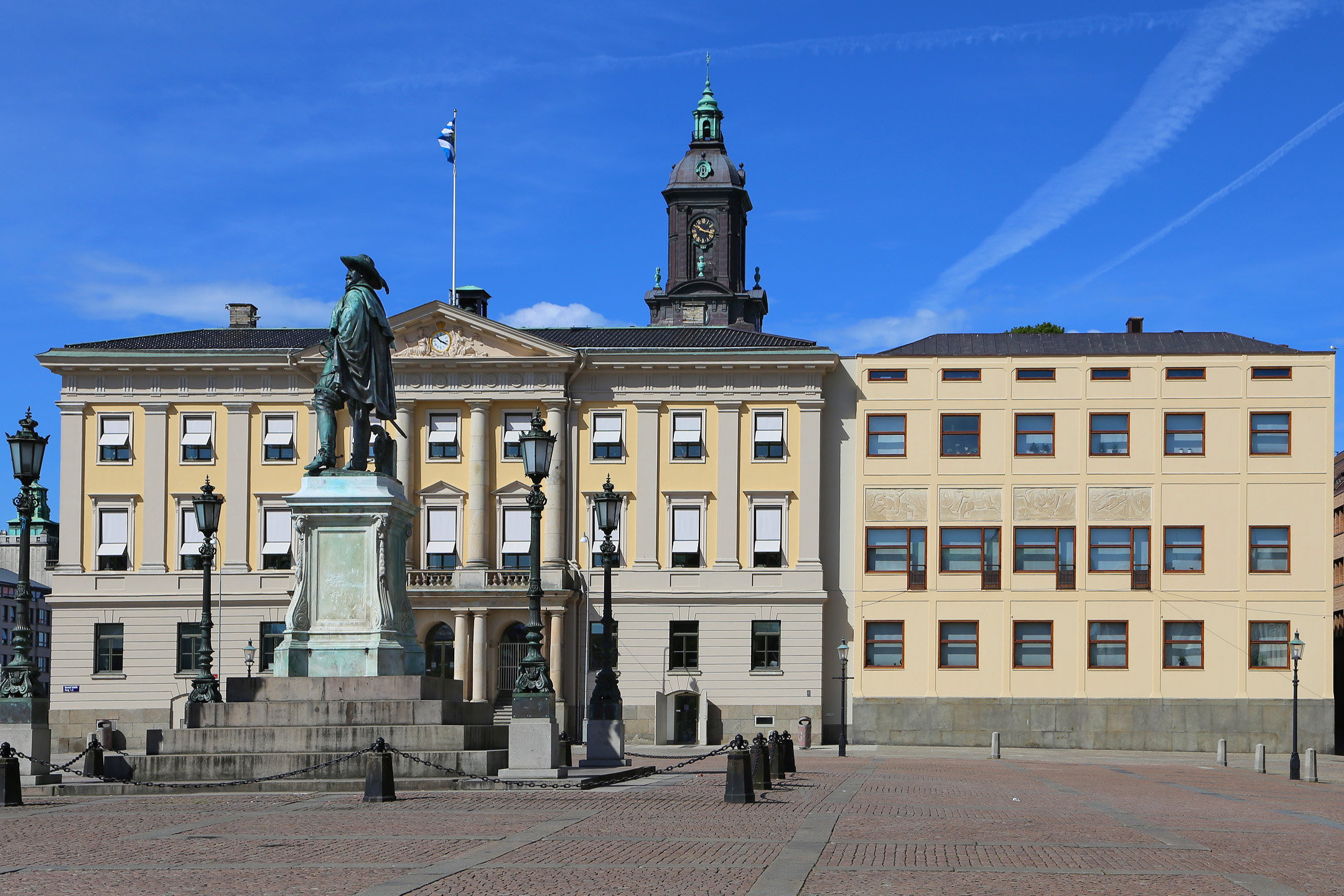
Der Gustav Adolf-Platz in Göteborg

Das 10-km-Gehen der Frauen bei den Leichtathletik-Weltmeisterschaften 1995 wurde am 7. August 1995 in den Straßen der schwedischen Stadt Göteborg ausgetragen.
In diesem Wettbewerb errangen die russischen Geherinnen mit Gold und Bronze zwei Medaillen. Weltmeisterin wurde Irina Stankina. Sie gewann vor der Italienerin Elisabetta Perrone. Bronze ging an die Olympiazweite von 1992 und EM-Dritte von 1994 Jelena Nikolajewa.
Die Abstände in diesem Wettbewerb waren sehr eng. Zwischen Rang eins und zwei lagen nur drei Sekunden, die Geherinnen auf den Plätzen drei und vier kamen zeitgleich mit sieben Sekunden Rückstand auf die Siegerin ins Ziel. Auch dahinter bewegten sich die Abstände in engen Bereichen.

## Rekorde / Bestleistungen

### Bestehende Bestmarken
| Weltbestzeit             | 41:29 min | Laryssa Ramasanowa | Ischewsk, Russland      | 4. Juni 1994    |
| Weltmeisterschaftsrekord | 42:57 min | Alina Iwanowa      | WM 1991 in Tokio, Japan | 24. August 1991 |

Anmerkung:
Rekorde wurden damals im Marathonlauf und Straßengehen wegen der unterschiedlichen Streckenbeschaffenheiten mit Ausnahme von Meisterschaftsrekorden nicht geführt.

### Rekordverbesserung
Die russische Weltmeisterin Irina Stankina verbesserte den bestehenden WM-Rekord am 7. August um 44 Sekunden auf 42:13 min.

## Durchführung
Hier gab es keine Vorrunde, alle 45 Geherinnen traten gemeinsam zum Wettbewerb an.

## Ergebnis

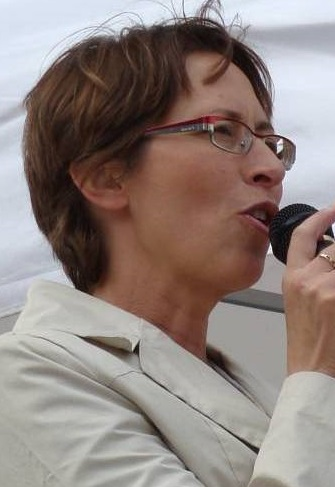
Die Titelverteidigerin, WM-Dritte von 1991 und amtierende Europameisterin Sari Essayah belegte sieben Sekunden hinter der Siegerin und zeitgleich mit der Bronzemedaillengewinnerin Rang vier

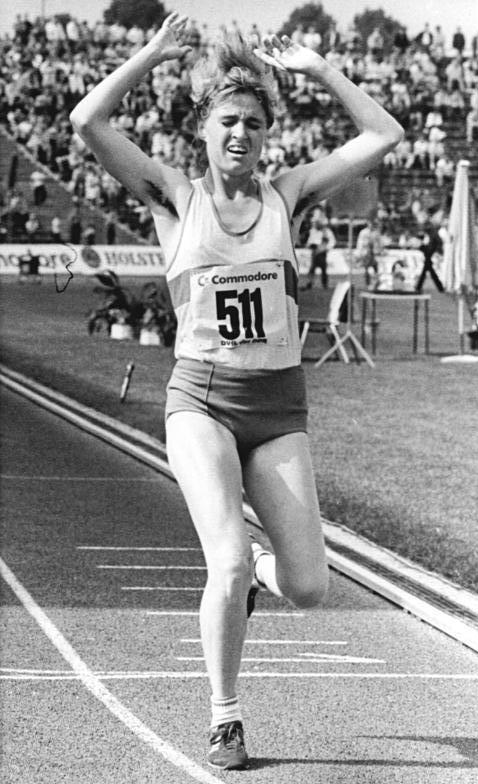
Beate Gummelt, frühere Beate Anders, kam auf den zehnten Platz

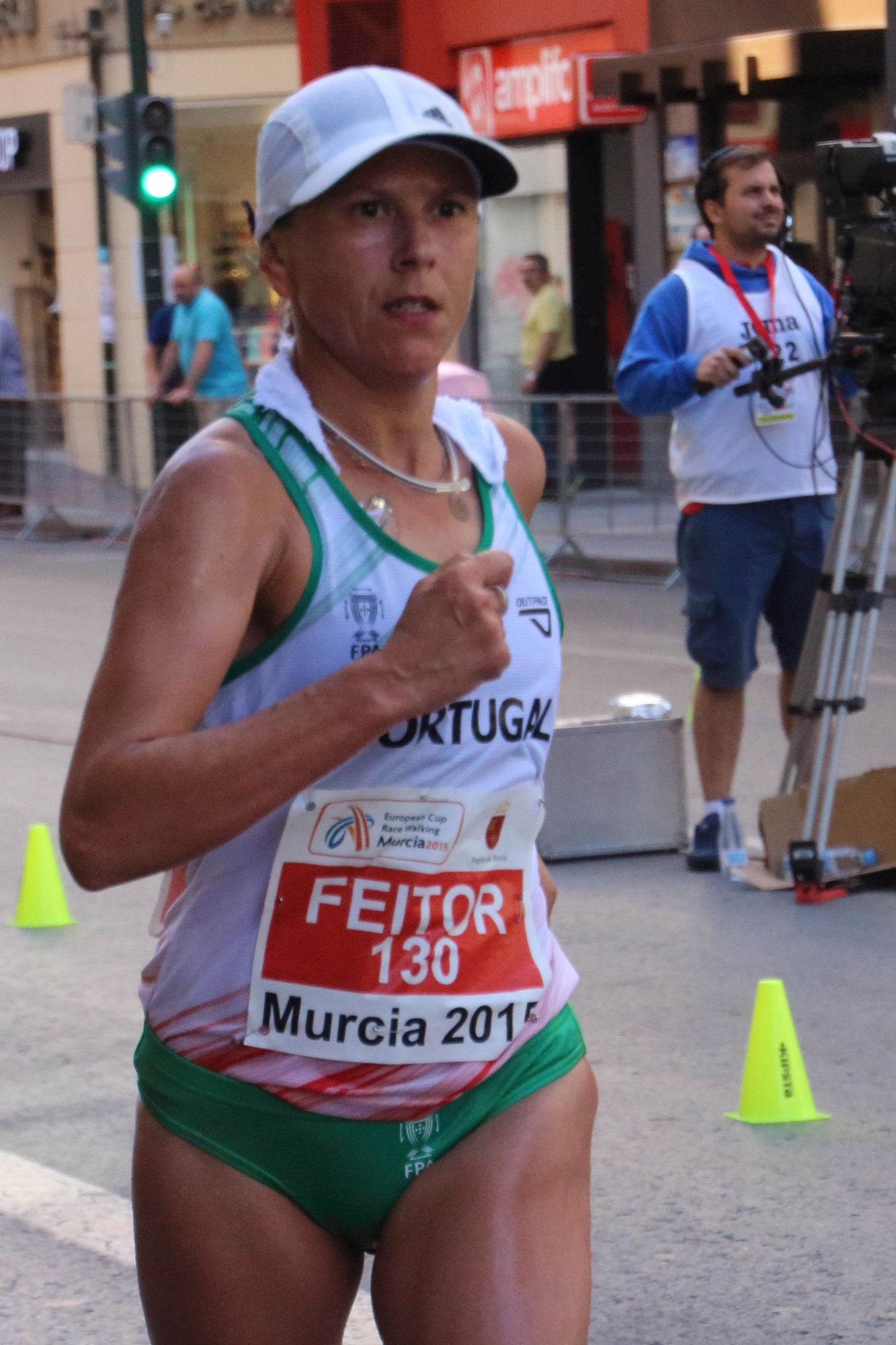
Susana Feitor belegte Rang vierzehn – 2005 gewann sie WM-Bronze

7. August 1995, 17:25 Uhr
| Platz | Name                      | Nation                  | Zeit (min) |
| ----- | ------------------------- | ----------------------- | ---------- |
| 1     | Irina Stankina            | Russland                | 42:13 CR   |
| 2     | Elisabetta Perrone        | Italien                 | 42:16      |
| 3     | Jelena Nikolajewa         | Russland                | 42:20      |
| 4     | Sari Essayah              | Finnland                | 42:20      |
| 5     | Larissa Chmelnizkaja      | Russland                | 42:25      |
| 6     | Rossella Giordano         | Italien                 | 42:26      |
| 7     | Mária Rosza-Urbanik       | Ungarn                  | 42:34      |
| 8     | Liu Hongyu                | Volksrepublik China     | 42:46      |
| 9     | Kerry Saxby-Junna         | Australien              | 43:06      |
| 10    | Beate Gummelt             | Deutschland             | 43:15      |
| 11    | Gu Yan                    | Volksrepublik China     | 43:27      |
| 12    | Waljanzina Zybulskaja     | Belarus                 | 43:34      |
| 13    | Annarita Sidoti           | Italien                 | 44:06      |
| 14    | Wolha Kardapolzawa        | Belarus                 | 44:07      |
| 15    | Michelle Rohl             | USA                     | 44:17      |
| 16    | Encarna Granados          | Spanien                 | 44:19      |
| 17    | Susana Feitor             | Portugal                | 44:25      |
| 18    | Natallja Missjulja        | Belarus                 | 44:27      |
| 19    | María Graciela Mendoza    | Mexiko                  | 44:44      |
| 20    | Norica Câmpean            | Rumänien                | 44:46      |
| 21    | Tina Poitras              | Kanada                  | 45:02      |
| 22    | Teresa Vaill              | USA                     | 45:02      |
| 23    | Anikó Szebenszky          | Ungarn                  | 45:03      |
| 24    | Debbi Lawrence            | USA                     | 45:03      |
| 25    | Miriam Ramón              | Ecuador                 | 45:04      |
| 26    | María Vasco               | Spanien                 | 45:05      |
| 27    | Anita Liepina             | Lettland                | 45:12      |
| 28    | Maya Sazonova             | Kasachstan              | 45:13      |
| 29    | Simone Thust              | Deutschland             | 45:24      |
| 30    | Janice McCaffrey          | Kanada                  | 45:41      |
| 31    | Francisca Martínez        | Mexiko                  | 45:55      |
| 32    | Sonata Milušauskaité      | Litauen                 | 45:55      |
| 33    | Deirdre Gallagher         | Irland                  | 46:00      |
| 34    | Anne Manning              | Australien              | 46:04      |
| 35    | Lisa Kehler               | Großbritannien          | 46:06      |
| 36    | Marta Zukowska            | Polen                   | 46:14      |
| 37    | Maria del Rosario Sánchez | Mexiko                  | 46:54      |
| 38    | Kamila Holpuchová         | Tschechien              | 47:12      |
| 39    | Kada Delic                | Bosnien und Herzegowina | 47:43      |
| 40    | Kjersti Plätzer           | Norwegen                | 47:57      |
| 41    | Giovanna Morejon          | Bolivien                | 48:18      |
| DNF   | Tatyana Ragozina          | Ukraine                 |            |
| DSQ   | Katarzyna Radtke          | Polen                   |            |
| DSQ   | Gao Hongmiao              | Volksrepublik China     |            |
| DSQ   | Kathrin Boyde             | Deutschland             |            |

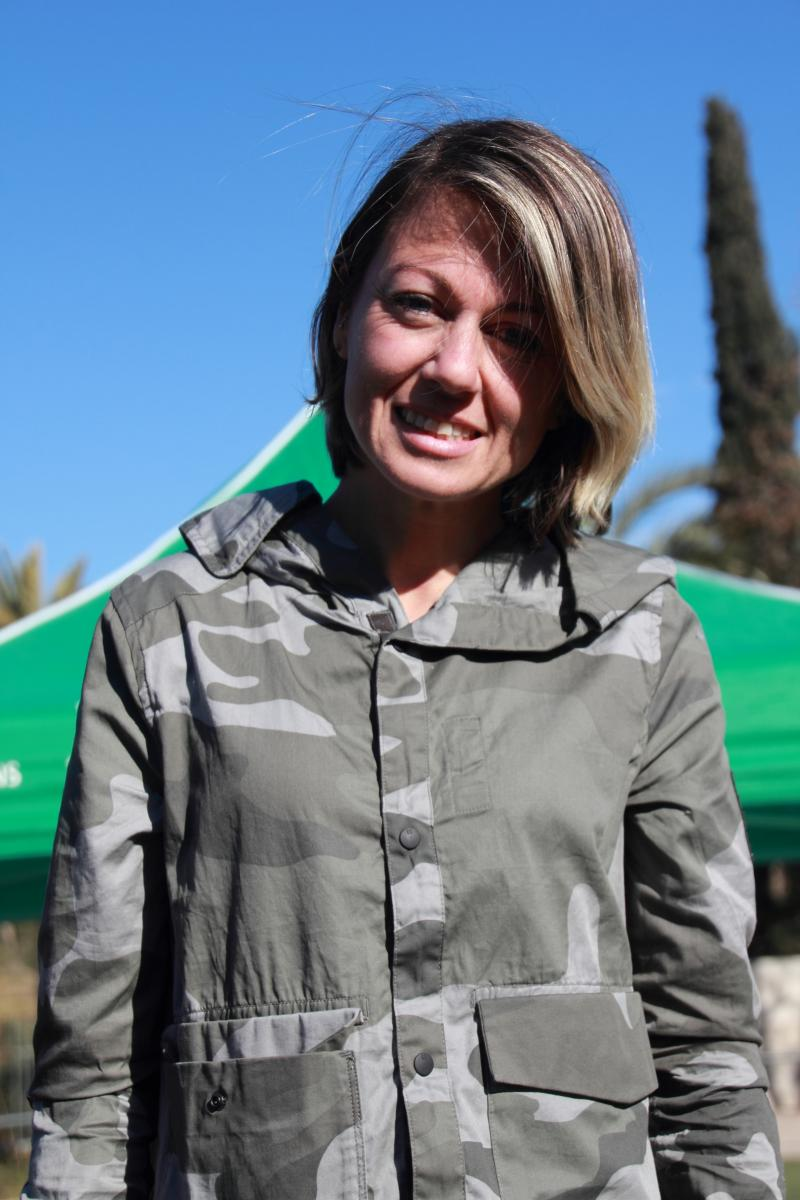
María Vasco wurde 26.
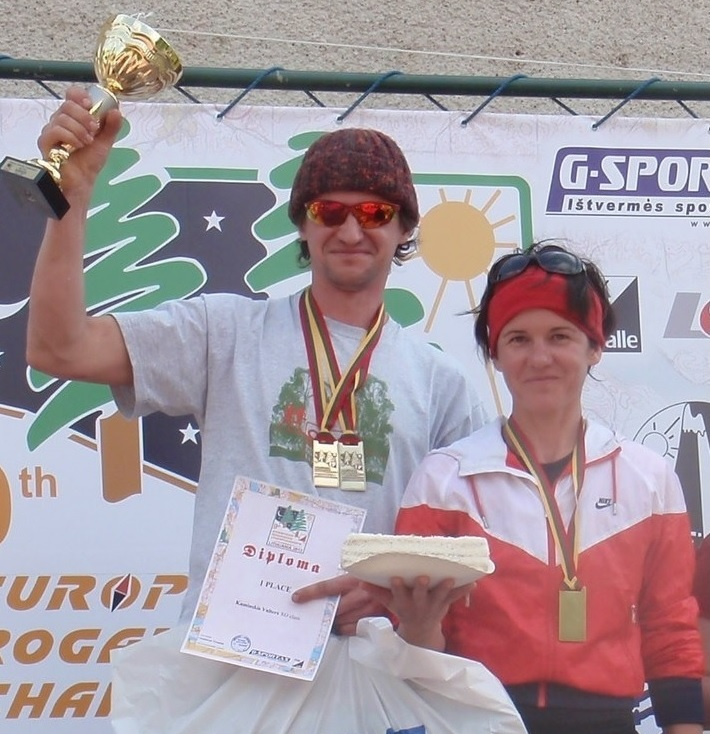
Anita Liepina erreichte Platz 27

## Video
- 4174 World Track & Field 1995 10km Walk Women auf youtube.com, abgerufen am 9. Juni 2020